# Ђорђе Коњовић
Ђорђе Коњовић (Сента, 2. јануар 1931) је бивши југословенски и српски кошаркаш. Наступао је за репрезентацију Југославије.

## Биографија
Рођен је 2. јануара 1931. године у Сенти. Био је у сродству са Миланом Коњовићем, српским сликаром и академиком, Петром Коњовићем, српским композотиром класичне музике, Димитријем Коњовићем, српским пилотом, поморским официром и чувеним српским индустријалцем, оснивачем Фабрике авиона Икарус. Такође био је у сродству са Брижит Коњовић, француском мисицом српског порекла.

## Каријера

### Клупска каријера
Током играчке каријере педесетих година, Коњовић је био у београдским тимовима Црвена звезда и Партизан који су играли у Првој лиги Југославије у кошарци. Један је од осморице играча који су забележили најмање 30 поена у дербијима Црвена звезда–Партизан за оба тима.
Коњовић је освојио три пута Прву лигу Југославије са екипом Црвене звезде коју је водио Небојша Поповић. Током овог периода играо је са Миланом Бјегојевићем, Ђорђем Андријашевићем, Ладиславом Демшаром, Срђаном Калембером и Бориславом Ћурчићем.

### Каријера у репрезентацији
Коњовић је био репрезентативац Југославије која је учествовала на Светском првенству 1954. године. Током четири турнирске утакмице, просечно је постизао 1,7 поена по утакмици. Следеће године је био члан тима који је учествовао на Европском првенству 1955. године. Током једанаест турнирских утакмица, просечно је постизао 5,6 поена по утакмици.
Коњовић је био први играч виши од 2 м који је играо за Југославију.